# 井上金太郎
井上 金太郎（いのうえ きんたろう、1901年10月15日 - 1954年1月29日）は、日本の映画監督、脚本家である。最初のキャリアは映画俳優であり、芸名は栗井 饒太郎（くりい じょうたろう）であった。脚本家としての名は秋篠 珊次郎（あきしの さんじろう）である。

## 来歴・人物
1901年（明治34年）10月15日、東京市深川区（現在の江東区深川）に生まれる。
東京府立第三中学校（現在の東京都立両国高等学校）を4年で中退、18歳の1920年（大正9年）4月、私淑していた小説家谷崎潤一郎が文芸顧問に迎えられた映画会社「大正活動映画」（大活）が横浜・山下町（現在の中区元町）に設立され、同社の俳優募集に応募して入社した。同社設立第1作、トーマス・栗原監督の『アマチュア倶楽部』の脇役でデビュー、同作は11月19日に封切られた。同期の俳優に、のちの映画監督の内田吐夢や二川文太郎、横田豊秋、あるいは竹村信夫、高橋英一（のちの岡田時彦）、江川宇礼雄、鈴木すみ子、渡辺篤らがいた。同社の撮影所には「浅草オペラ」で活躍した劇作家であり、浅草の「カフェ・パウリスタ」に集うアナキストのひとりであった獏与太平も、妻で女優の紅沢葉子とともにいて、「梁山泊」の様相を呈していた。
1921年（大正10年）9月、大活が撮影所を一時閉鎖、製作を休止すると、獏に率いられ、仲間とともに京都入りし、同年6月に牧野省三が日活から独立して設立した「牧野教育映画製作所」の「等持院撮影所」の9月完成と同時に仲間とそろって入社した。同年の『一太郎やあい』の主演俳優から出演を開始した。同社は徐々に教育映画からエンタテインメント映画にシフトし、いくつかの映画に主演した井上も監督を志望し、牧野の助監督となった。1923年（大正12年）4月1日、同社は「マキノ映画製作所」に改組され、井上は同年7月9日公開の映画『立派な父』で監督として21歳でデビューした。当時のマキノには俳優から転向した監督衣笠貞之助がおり、横浜以来の俳優仲間の二川も井上の翌月に監督としてデビューした。
翌1924年（大正13年）7月、マキノが東亜キネマと合併すると東亜の甲陽撮影所（西宮市甲陽園）に異動になるが、1925年（大正14年）6月のマキノ・プロダクション設立にあたって、東亜を離れマキノに合流する。同年の阪東妻三郎の独立、阪東妻三郎プロダクション設立第1作『異人娘と武士』の監督に抜擢され、牧野省三総指揮のもと、東京府下南葛飾郡吾嬬町（現在の墨田区京島）「高松豊次郎プロダクション吾嬬撮影所」で同作は製作された。井上がかつて育った深川に近い撮影所、また大活時代によくロケに使われた外人墓地でロケした同作は、マキノ・プロダクションの配給により、同年9月25日、浅草「大東京」で公開された。
1928年（昭和3年）、月形龍之介と直木三十五によるツキガタ・プロダクション、1929年（昭和4年）、片岡千恵蔵の片岡千恵蔵プロダクションでそれぞれ監督作を発表、年末に松竹下加茂撮影所に入社する。
第二次世界大戦中も製作本数が減るなか撮りつづけ、終戦を迎える。戦後は1948年（昭和23年）に松竹京都作品を数本、翌1949年（昭和24年）12月20日公開のマキノ光雄プロデュースによる東横映画作品『弥次喜多猫化け道中』を最後に作品を発表しなくなる。このとき井上は48歳であった。
1954年（昭和29年）1月29日に死去。52歳没。その早すぎる死は、かつての盟友・内田吐夢の大陸抑留からの帰国に間に合わなかったが、内田の復帰作『血槍富士』（1955年）に「原作」として井上の名がクレジットされた。

## 関連事項
- 大正活動映画 （トーマス・栗原、谷崎潤一郎）
- 獏与太平 - 内田吐夢、二川文太郎
- 牧野教育映画製作所 - マキノ映画製作所 （牧野省三）
- 阪東妻三郎プロダクション （阪東妻三郎）
- タカマツ・アズマプロダクション （高松豊次郎）
- ツキガタ・プロダクション （月形龍之介、直木三十五）
- 松竹下加茂撮影所
- 東横映画 （マキノ光雄）

## 註
1. 1 2 3  『日本映画監督全集』（キネマ旬報社、1976年）の「井上金太郎」の項（p.51-52）を参照。同項執筆は木村威夫。
2. 1 2  『日本映画監督全集』（キネマ旬報社、1976年）の「古海卓二」の項（p.350-362）を参照。同項執筆は竹中労。